# Liste der Kulturdenkmale in Panker
In der Liste der Kulturdenkmale in Panker sind alle Kulturdenkmale der schleswig-holsteinischen Gemeinde Panker (Kreis Plön) und ihrer Ortsteile aufgelistet (Stand: 14. April 2025).

## Legende
In den Spalten befinden sich folgende Informationen:
- Objekt-ID: die Nummer des Kulturdenkmales
- Lage: die Adresse des Kulturdenkmales und die geographischen Koordinaten. Kartenansicht, um Koordinaten zu setzen. In der Kartenansicht sind Kulturdenkmale ohne Koordinaten mit einem roten Marker dargestellt und können in der Karte gesetzt werden. Kulturdenkmale ohne Bild sind mit einem blauen Marker gekennzeichnet, Kulturdenkmale mit Bild mit einem grünen Marker.
- Offizielle Bezeichnung: Bezeichnung des Kulturdenkmales
- Beschreibung: die Beschreibung des Kulturdenkmales
- Bild: ein Bild des Kulturdenkmales

## Sachgesamtheiten
| Objekt-ID | Lage                                                 | Offizielle Bezeichnung | Beschreibung | Bild |
| --------- | ---------------------------------------------------- | ---------------------- | --- | ---- |
| 41438     | Friedrichshof 1, 3a-b (54° 19′ 23″ N, 10° 33′ 25″ O) | Hof Friedrichshof      | Hof Friedrichshof; 1802, 1900; ehem. Meierhof des Guts Panker, ausgedehnte Hofanlage aus repräsentativem Haupthaus, Stallgebäude, Scheune und Kate - Begründung: geschichtlich, Kulturlandschaft prägend - Schutzumfang: Haupthaus, Stallgebäude, Scheune, Kate | BW   |

## Bauliche Anlagen
| Objekt-ID     | Lage                                           | Offizielle Bezeichnung    | Beschreibung | Bild                             |
| ------------- | ---------------------------------------------- | ------------------------- | --- | -------------------------------- |
| 4740          | Bergstraße 12 (54° 20′ 27″ N, 10° 33′ 13″ O)   | ehem. Schule              | ehem. Schule; 1. Hälfte 19. Jh.; langgestreckter, eingeschossiger Backsteinbau in Hanglage mit Zwerchgiebel und einseitigem Schopfwalmdach - Begründung: geschichtlich, städtebaulich, Kulturlandschaft prägend - Schutzumfang: gesamtes Objekt - Denkmaltyp: Bauliche Anlage                                                                                        | BW                               |
| 4741          | Bergstraße 16 (54° 20′ 27″ N, 10° 33′ 8″ O)    | ehem. Dorfkrug            | ehem. Dorfkrug; 1887; eingeschossiger traufständiger Backsteinbau mit übergiebeltem Mittelrisalit und Schopfwalmdach, rückwärtiger Anbau - Begründung: geschichtlich, städtebaulich, Kulturlandschaft prägend - Schutzumfang: gesamtes Objekt - Denkmaltyp: Bauliche Anlage                                                                                          | BW                               |
| 4742          | Ecksoll (54° 21′ 25″ N, 10° 33′ 36″ O)         | ehem. Forsthaus Ecksoll   | ehem. Forsthaus Ecksoll; 1916; eingeschossiger Winkelbau aus Backstein im Heimatschutzstil mit neuklassizistischem Portikus und hartgedecktem Walmdach, Lindenreihe - Begründung: geschichtlich, städtebaulich, Kulturlandschaft prägend - Schutzumfang: ehem. Forsthaus Ecksoll, Lindenreihe - Denkmaltyp: Bauliche Anlage                                          | BW                               |
| 4720          | Friedrichshof 1 (54° 19′ 24″ N, 10° 33′ 25″ O) | Haupthaus                 | Haupthaus; 1802; langgestreckter, eingeschossiger Backsteinbau mit übergiebeltem Eingang und Schopfwalmdach - Begründung: geschichtlich, Kulturlandschaft prägend - Schutzumfang: gesamtes Objekt - Denkmaltyp: Bauliche Anlage, Sachgesamtheit: Hof Friedrichshof                                                                                                   | BW                               |
| 1095 Wikidata | Gut Panker (54° 19′ 44″ N, 10° 34′ 18″ O)      | Gut Panker: Herrenhaus    | Die heutige Anlage wurde im Wesentlichen um das Jahr 1800 erbaut. Alteintragung (Aktualisierung vorgesehen) - Begründung: Alteintragung (Aktualisierung vorgesehen) - Schutzumfang: Alteintragung (Aktualisierung vorgesehen) - Denkmaltyp: Bauliche Anlage | weitere Fotos \| Fotos hochladen |
| 1096 Wikidata | Gut Panker (54° 19′ 44″ N, 10° 34′ 29″ O)      | Gut Panker: Torhaus       | Alteintragung (Aktualisierung vorgesehen) - Begründung: Alteintragung (Aktualisierung vorgesehen) - Schutzumfang: Alteintragung (Aktualisierung vorgesehen) - Denkmaltyp: Bauliche Anlage | Fotos hochladen                  |
| 1097 Wikidata | Gut Panker (54° 19′ 49″ N, 10° 34′ 27″ O)      | Gut Panker: Marstall      | Alteintragung (Aktualisierung vorgesehen) - Begründung: Alteintragung (Aktualisierung vorgesehen) - Schutzumfang: Alteintragung (Aktualisierung vorgesehen) - Denkmaltyp: Bauliche Anlage | Fotos hochladen                  |
| 1098 Wikidata | Gut Panker (54° 19′ 47″ N, 10° 34′ 29″ O)      | Gut Panker: Wagenremise   | Alteintragung (Aktualisierung vorgesehen) - Begründung: Alteintragung (Aktualisierung vorgesehen) - Schutzumfang: Alteintragung (Aktualisierung vorgesehen) - Denkmaltyp: Bauliche Anlage | Fotos hochladen                  |
| 4728          | Panker 2 (54° 19′ 47″ N, 10° 34′ 18″ O)        | Alte Försterei            | Forsthaus; um 1800; eingeschossiger Backsteinbau mit Walmdach und mit zweigeschossigem Eingangsrisalit unter Satteldach - Begründung: geschichtlich, städtebaulich, Kulturlandschaft prägend - Schutzumfang: gesamtes Objekt - Denkmaltyp: Bauliche Anlage | BW                               |
| 4724          | Speckenberg 1 (54° 19′ 29″ N, 10° 34′ 12″ O)   | Landarbeiterwohnhaus      | Landarbeiterwohnhaus; um 1800; eingeschossiger traufständiger Backsteinbau von neun Achsen mit übergiebeltem Mittelrisalit und Schopfwalmdach, lebendige Fassadengliederung - Begründung: geschichtlich, Kulturlandschaft prägend - Schutzumfang: gesamtes Objekt - Denkmaltyp: Bauliche Anlage                                                                      | BW                               |
| 3095 Wikidata | Hessenstein (54° 19′ 41″ N, 10° 32′ 45″ O)     | Aussichtsturm Hessenstein | Der polygonale Aussichtsturm wurde im Stil der Neogotik von 1839 bis 1841 errichtet und ist siebzehn Meter hoch. Im Inneren befindet sich eine Wendeltreppe aus Gusseisen. Alteintragung (Aktualisierung vorgesehen) - Begründung: Alteintragung (Aktualisierung vorgesehen) - Schutzumfang: Alteintragung (Aktualisierung vorgesehen) - Denkmaltyp: Bauliche Anlage | weitere Fotos \| Fotos hochladen |

## Gründenkmal
| Objekt-ID | Lage                                      | Offizielle Bezeichnung | Beschreibung | Bild            |
| --------- | ----------------------------------------- | ---------------------- | --- | --------------- |
| 41414     | Bergstraße (54° 20′ 27″ N, 10° 33′ 13″ O) | Doppeleiche            | Doppeleiche; wohl 1898; zum Jubiläum der Schleswig-Holsteinischen Erhebung gepflanzt - Begründung: geschichtlich, wissenschaftlich, städtebaulich - Schutzumfang: Doppeleiche, - Denkmaltyp: Gründenkmal | Fotos hochladen |

## Quelle
- Liste der Kulturdenkmale in Schleswig-Holstein – Kreis Plön (PDF)

- Karte mit allen Koordinaten:
- OSM |
- WikiMap